# Festival en chanson de Petite-Vallée

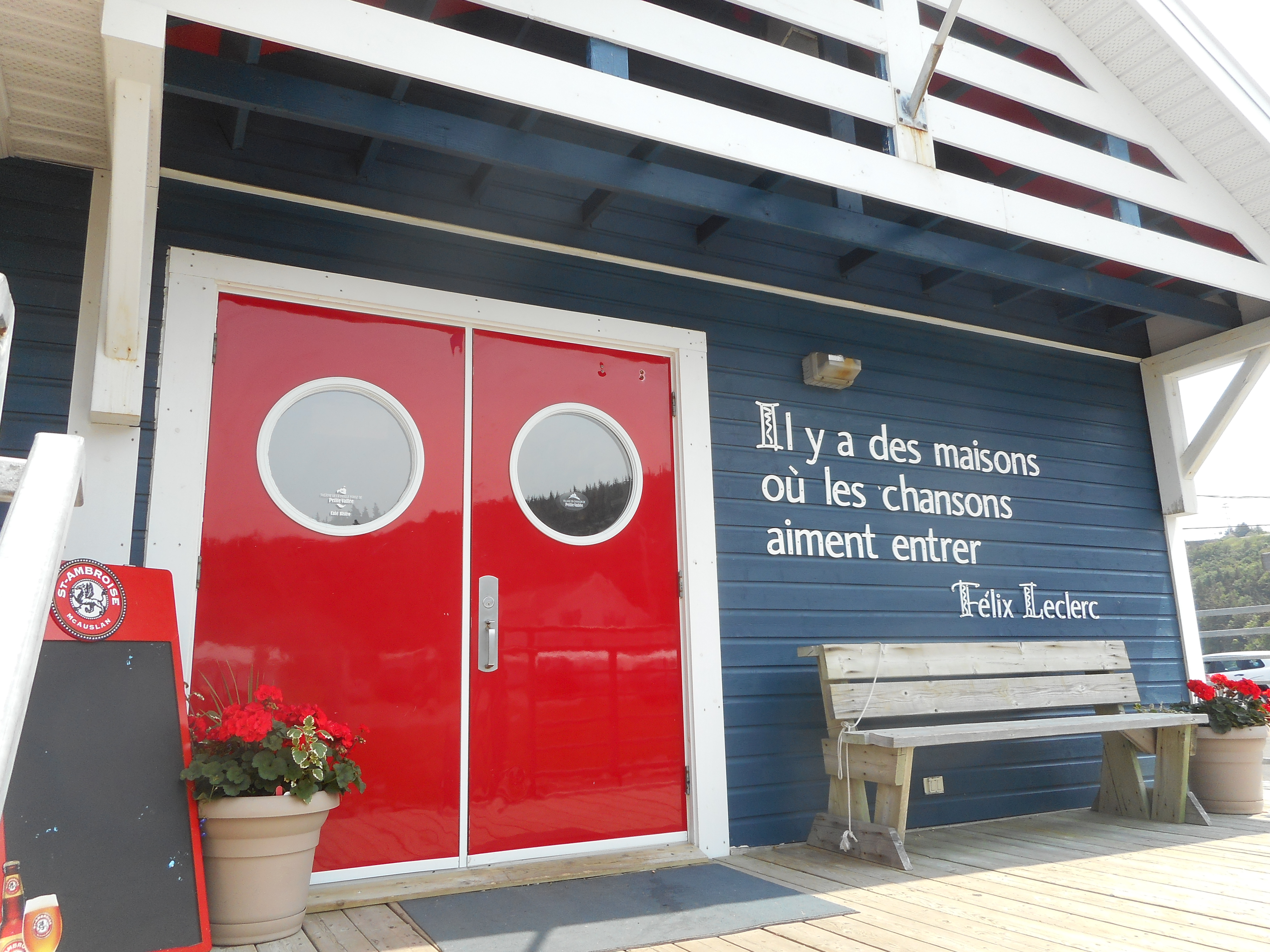
Citation de Félix Leclerc

Le Festival en chanson de Petite-Vallée est un concours musical annuel qui a lieu à Petite-Vallée, en Gaspésie, dans la province de Québec, au Canada. Il est fondé en 1983. Au fil du temps le festival est devenu une composante d'un organisme appelé « Village en chanson de Petite-Vallée », qui regroupe aussi le Théâtre de la Vieille Forge, le Camp chanson et d’autres projets socio-culturels. Le directeur général et directeur artistique du festival est Alan Côté. L'histoire du festival et de ses fondateurs est racontée dans le documentaire de 2003 Chanter plus fort que la mer.

## Histoire
Le Festival en chanson de Petite-Vallée tire son origine du Festival de la parenté, un festival local de chansons créé en 1983 et s'adressant spécialement aux jeunes Gaspésiens qui revenaient dans la région après avoir travaillé à Montréal ou à Québec. La même année, Alan Côté ouvre dans une forge nouvellement restaurée le Café de la vieille forge qui devient un lieu important pour le festival, jusqu'à son incendie en 2017. Déjà en 1985 le Festival de la parenté se tient sur une période de 9 jours. La station de Radio-Canada à Matane, CBGA, s'intéresse au festival et commence à le diffuser en ondes en 1988, ce qui fait augmenter sa notoriété. À partir de 1989 un volet concours est créé ; Nelson Minville en est le premier lauréat. Par la suite, des artistes comme Isabelle Boulay (lauréate 1990) et Daniel Boucher (1997) y font leurs débuts. Le nom de « Festival de la chanson » commence à être utilisé parallèlement à celui de « Festival de la parenté » vers 1991,.
C'est à partir de 1990 qu'est inaugurée la formule des artistes-parrains, aussi appelés passeurs ou porte-paroles. Cette formule permet aux jeunes créateurs de profiter de l'expérience et du soutien d'artistes établis. La première en date est Sylvie Tremblay, et elle est suivie au fil des ans par une liste impressionnante d'auteurs-compositeurs et interprètes. Ces ateliers avec les artistes sont devenus de véritables sessions de formation. En 1992, le nom de « Festival en chansons de Petite-Vallée » est adopté. Un premier disque regroupant les prestations des lauréats et participants est lancé deux ans plus tard. À cette époque, la soirée de gala est diffusée sur la radio de Radio-Canada. En 1997, Michel Deschamps est le coordonnateur du festival et Alan Côté en est le directeur artistique.
Comme plusieurs festivals, le Festival en chanson jongle régulièrement avec des difficultés financières. En 1996, la Société Radio-Canada réduit substantiellement sa contribution. Cependant, l'année suivante, la Société de développement des entreprises culturelles (SODEC) reconnaît au festival comme un événement d'envergure nationale, ce qui lui ouvre la porte à du financement plus important. 
Lors de l'édition 2008, le volet compétitif est mis au second plan. Il n'y a plus d'éliminatoires et de finales, même si de nombreux prix sont encore remis aux artistes qu'on appelle des « chansonneurs ». De plus, le terme de « parrain » ou « marraine » du festival est remplacé par celui de « passeur ».
Cependant, un malheur frappe le festival en août 2017 quand un incendie ravage le Théâtre de la Vieille-Forge, le cœur du festival, et le café attenant. Puis, au mois de mai suivant, l'auberge voisine, la Maison Lebreux, est également incendiée. Le théâtre est remplacé temporairement par un chapiteau, en attendant sa reconstruction.

## Liste des parrains, marraines et passeurs
- 1990 - Sylvie Tremblay
- 1991 - Geneviève Paris
- 1992 - Sylvain Lelièvre
- 1993 - Richard Séguin
- 1994 - Michel Rivard
- 1995 - Laurence Jalbert
- 1996 - Daniel DeShaime
- 1997 - Michel Rivard
- 1998 - Gilles Vigneault
- 1999 - Gilles Vigneault et Plume Latraverse
- 2000 - Louise Forestier
- 2001 - Claude Gauthier
- 2002 - Luce Dufault et Richard Séguin
- 2003 - Robert Charlebois
- 2004 - Daniel Lavoie
- 2005 - Jim Corcoran
- 2006 - Pierre Flynn
- 2007 - Daniel Boucher
- 2008 - Michel Rivard
- 2009 - Paul Piché
- 2010 - Zachary Richard
- 2011 - Luc De Larochellière
- 2012 - Michel Fugain
- 2013 - Laurence Jalbert
- 2014 - Vincent Vallières
- 2015 - Kevin Parent[17]
- 2016 - Les Trois Accords[18]
- 2017 - Les Sœurs Boulay et Patrick Norman[19]
- 2018 - Louis-Jean Cormier et Marie-Pierre Arthur
- 2019 - Patrice Michaud[20]
- 2020 - Festival annulé à cause de la COVID-19[21]
- 2021 - Klô Pelgag, Tire le Coyote et Louis-Jean Cormier[22]
- 2022 - Émile Bilodeau et Paul Piché[23]
- 2023 - Florent Vollant et Richard Séguin[24]

## Liste des lauréats

### Artiste collaborateur
- 2006 - Josianne Paradis
- 2007 - Alecka

### Auteur-compositeur-interprète
- 1989 - Nelson Minville
- 1990 - Isabelle Boulay
- 1991 - Erma Roussy[25]
- 1992 - Serge Caron[9]
- 1993 - David Bergeron[26]
- 1994 - Jean-Luc Thiévent[11]
- 1995 - Luc-Jean Gagnon[27]
- 1996 - Manon Lévesque[28]
- 1997 - Daniel Boucher[13]
- 1998 - Benoît Archambault[29]
- 1998 - Stéphane Côté[30]
- 2000 - Tomás Jensen
- 2001 - Guillaume Arsenault[31]
- 2002 - Catherine Major
- 2003 - Philippe Proulx
- 2004 - Dominique Bouffard
- 2005 - Philémon Bergeron-Langlois
- 2006 - Sylvain Deschamps
- 2007 - Félix Soude[32]

### Compositeur
- 1998 - France Saint-Jean[29]
- 1999 - Wilson Juneau[30]
- 2000 - Marie-Ève Bouchard[33]
- 2001 - Sandra Brassard[31]
- 2006 - Matthieu Beaumont
- 2007 - Céline Boissonneault
- 2008 - François Gagné[14]

### Interprète
- 1990 - Nathalie Renaud[9]
- 1991 - Yvan Blouin[25]
- 1992 - Sonia Pelletier[9]
- 1993 - Ana-Paola Mota[26]
- 1994 - Nancy Fortin[11]
- 1995 - Marie-Josée Leclerc[27]
- 1996 - Claudie Marceau[28]
- 1997 - Louis-Philippe Hébert[13]
- 1998 - Linda Racine[29]
- 1999 - Julie Houde[30]
- 2000 - Céline Guindon[33]
- 2001 - Steve Normandin[31]
- 2002 - Sophie Tremblay
- 2003 - Viviane Audet
- 2004 - Benoît Paradis
- 2005 - Gaële
- 2008 - Bujo[14]

### Parolier
- 1997 - François Vigneault[13]
- 1998 - Albéric Gallant[29]
- 1999 - Marie-Hélène Bergeron[30]
- 2000 - Johanne-Alice Côté[33]
- 2001 - Annie Arsenault[31]
- 2005 - Daniel Beaumont
- 2006 - Jacinthe Dompierre
- 2007 - Charly Bouchara
- 2008 - Dimitri Fortin[14]

### Prix du public
Ce prix est remis par la municipalité de Petite-Vallée.
- 1993 - Alain Cyr et Monia Matthieu[26]
- 1996 - Annie Queenton et Claudie Marceau[28]
- 1997 - Daniel Boucher[13]
- 1998 - France Maisonneuve et Stéphane Côté[29]
- 2000 - Steve Dumas[33]
- 2001 - Guillaume Arsenault[31]
- 2003 Sylvain Sauvageau (compositeur)
- 2007 - Félix Soude[32]
- 2008 - Patrice Michaud, André Boivin Dubois et François Gagné[14]

### Chanson du festival
- 1993 - La Grande Hermine (Mario Brassard)[26]
- 1994 - De temps à autre (Jean-Luc Thiévent)[11]
- 1995 - La Vérité (Caroline Dufour)[27]
- 1996 - J'te laisserai partir (Michel Bourdon)[28]
- 1997 - (titre non trouvé) (Daniel Boucher)[13]
- 1998 - (titre non trouvé) (Benoît Archambault)[29]
- 2008 - (titre non trouvé) (Patrice Michaud)[14]

## Galerie de photos

### Édition 2024

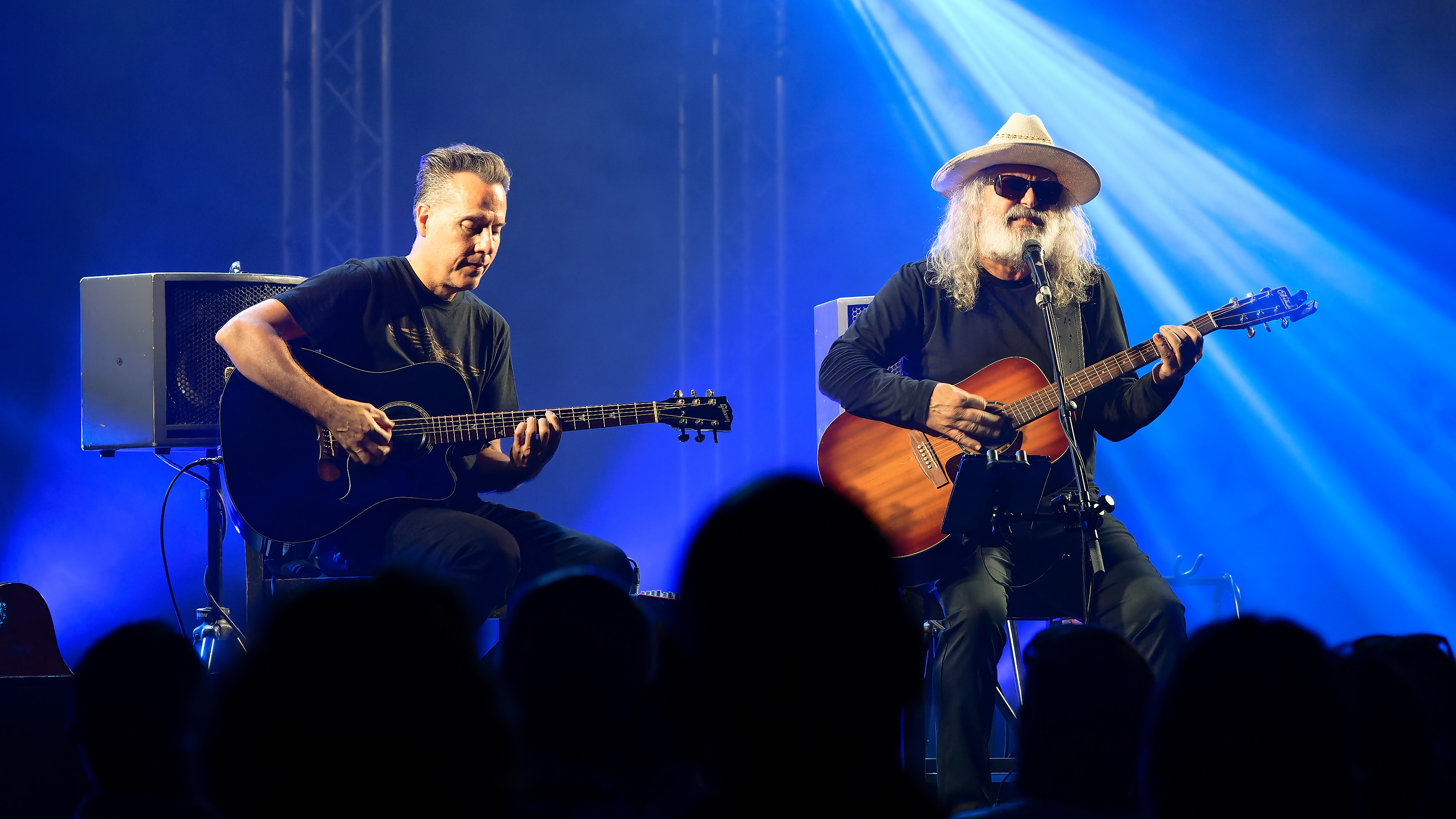
Michel Pagliaro et Corey Diabo.
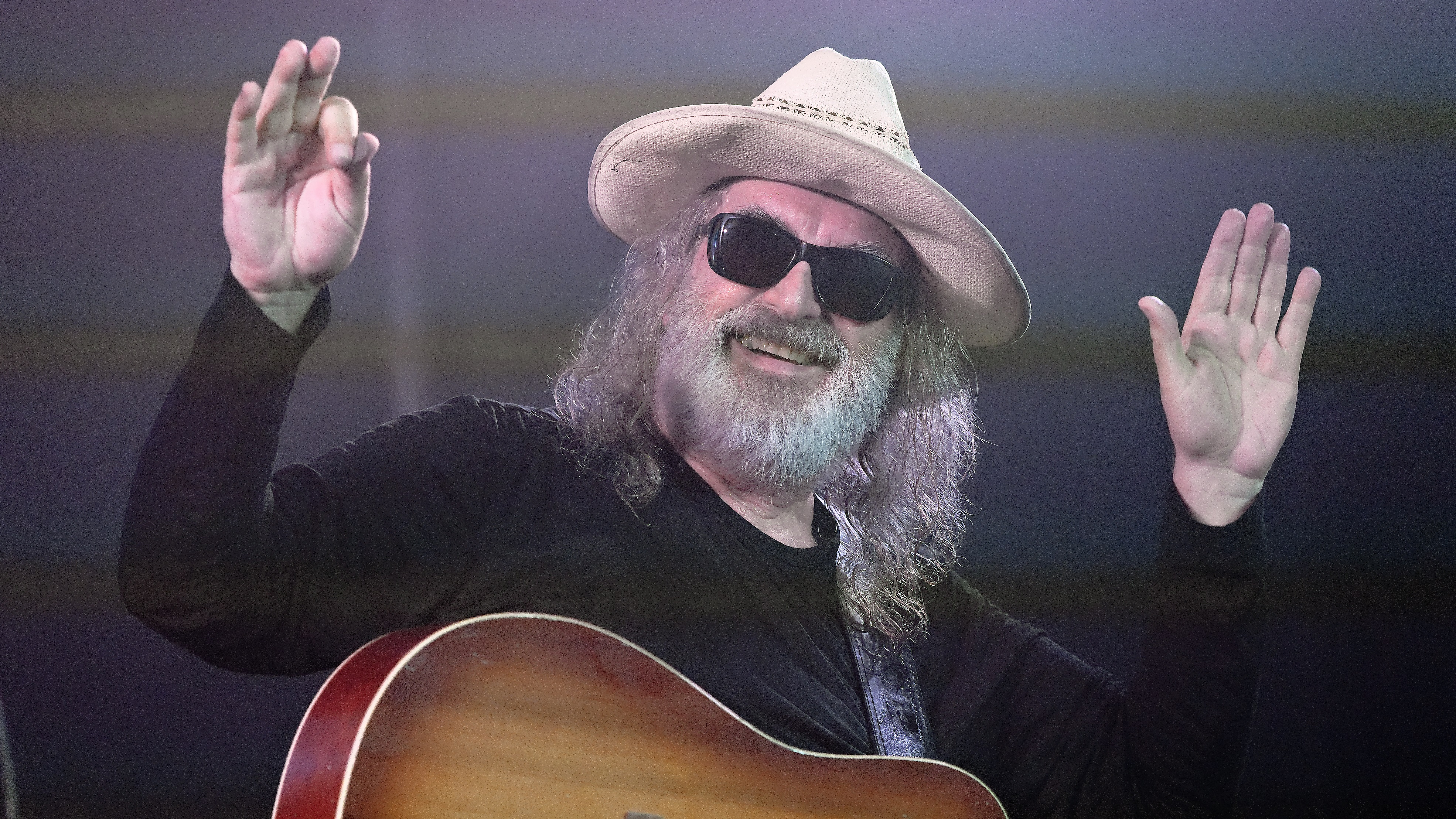
Michel Pagliaro
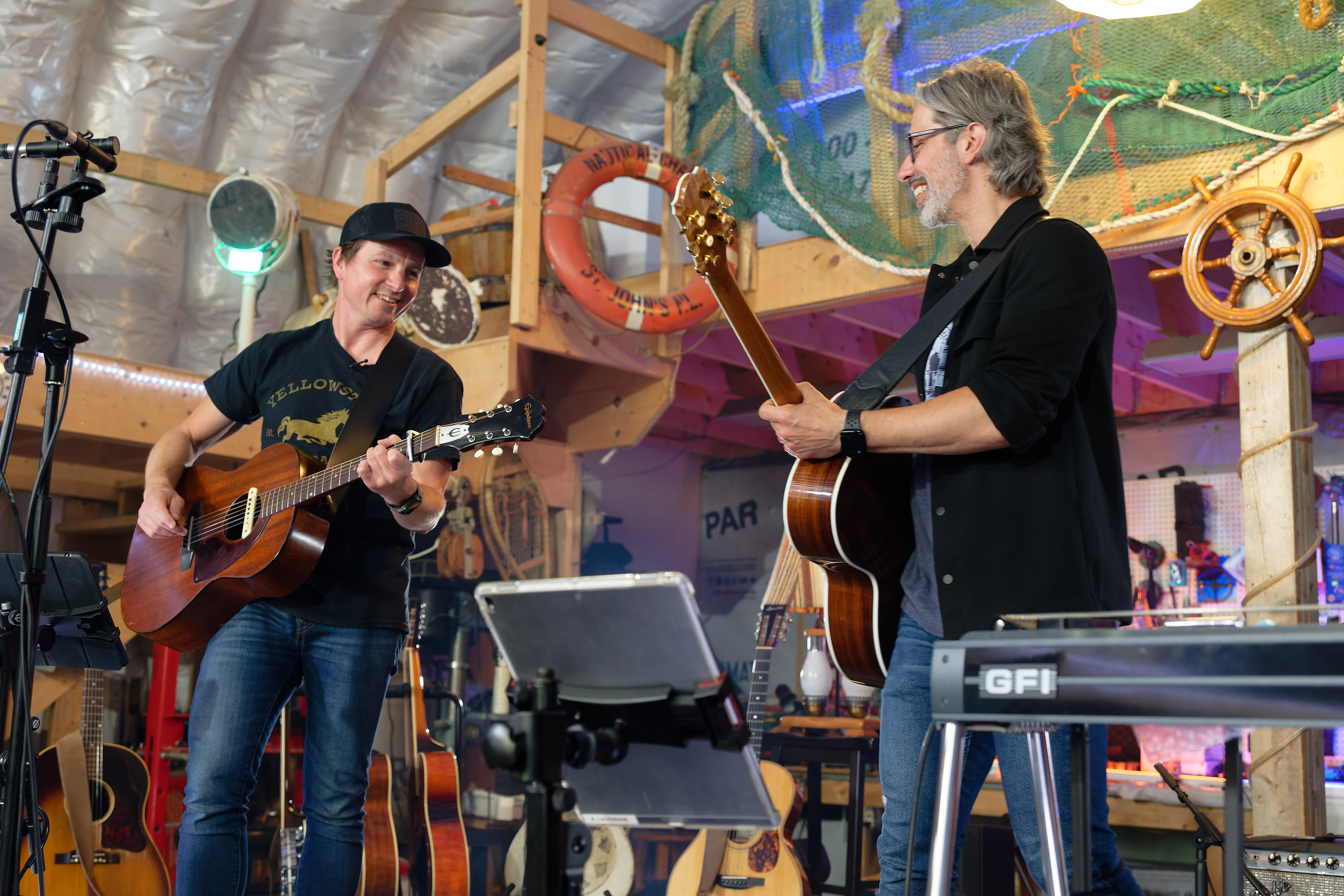
Éric Dion et André Lavergne du groupe Dans l'Shed
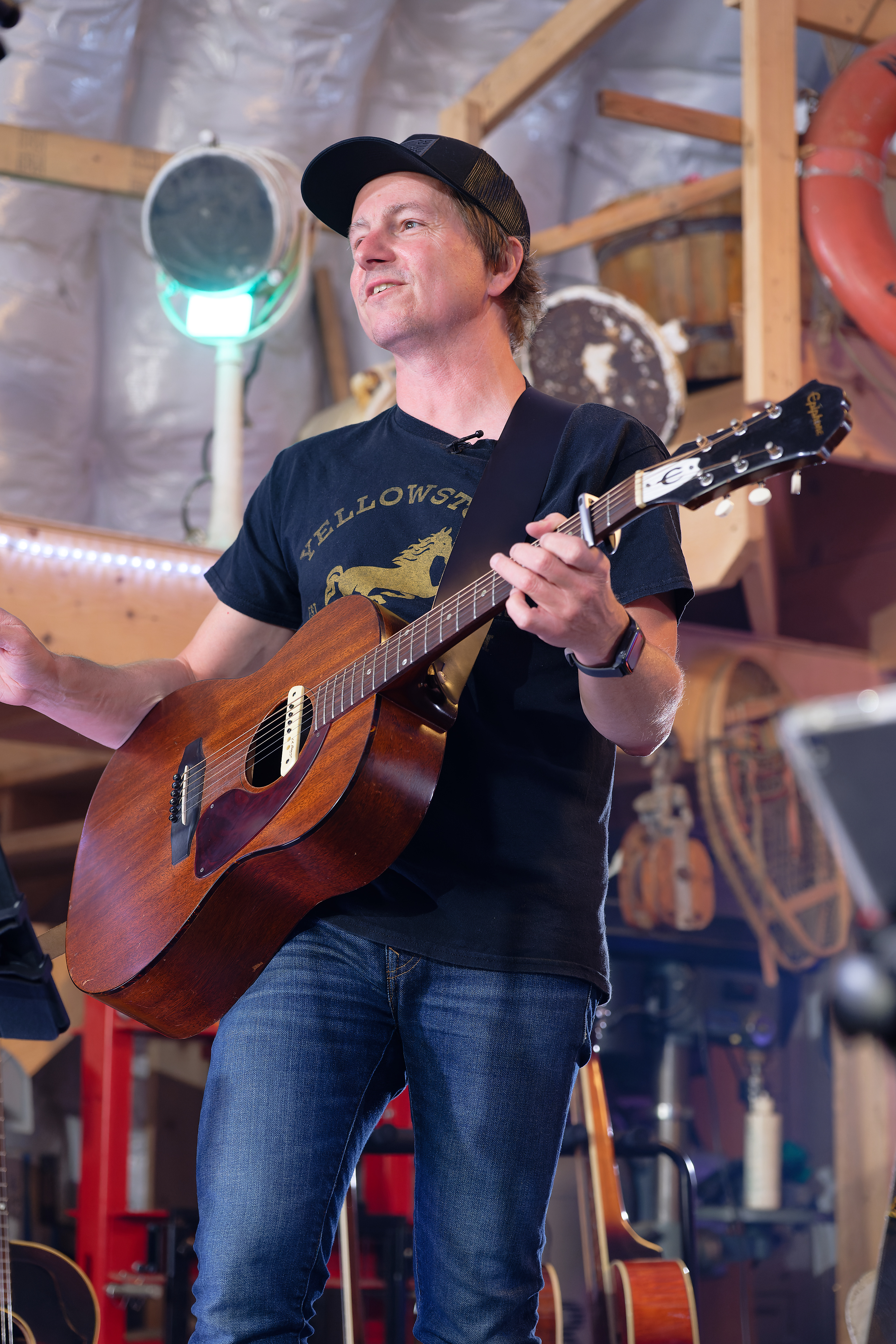
Éric Dion du groupe Dans l'Shed
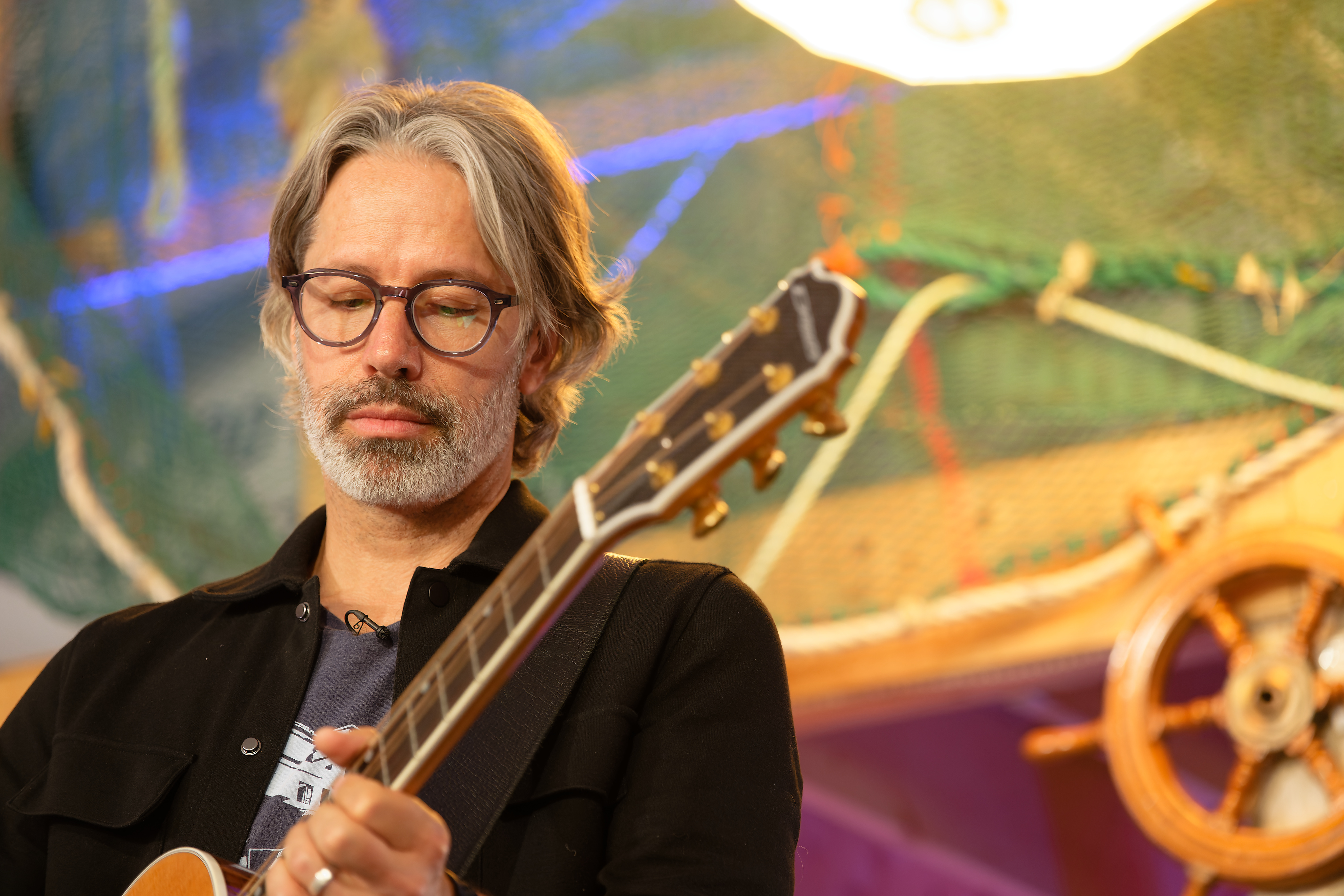
André Lavergne du groupe Dans l'Shed
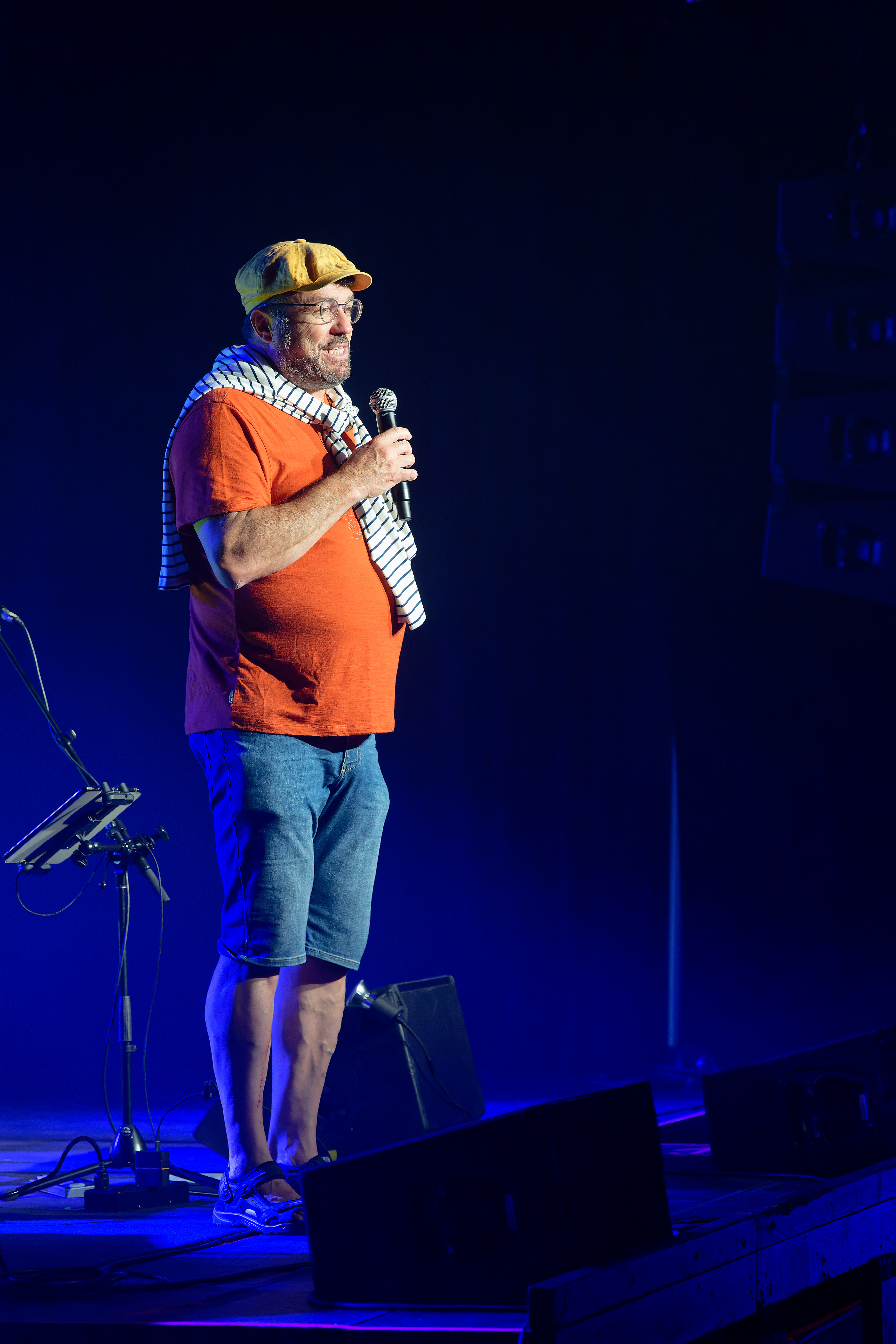
Alan Côté, directeur général et artistique du Festival en chanson de Petite-Vallée
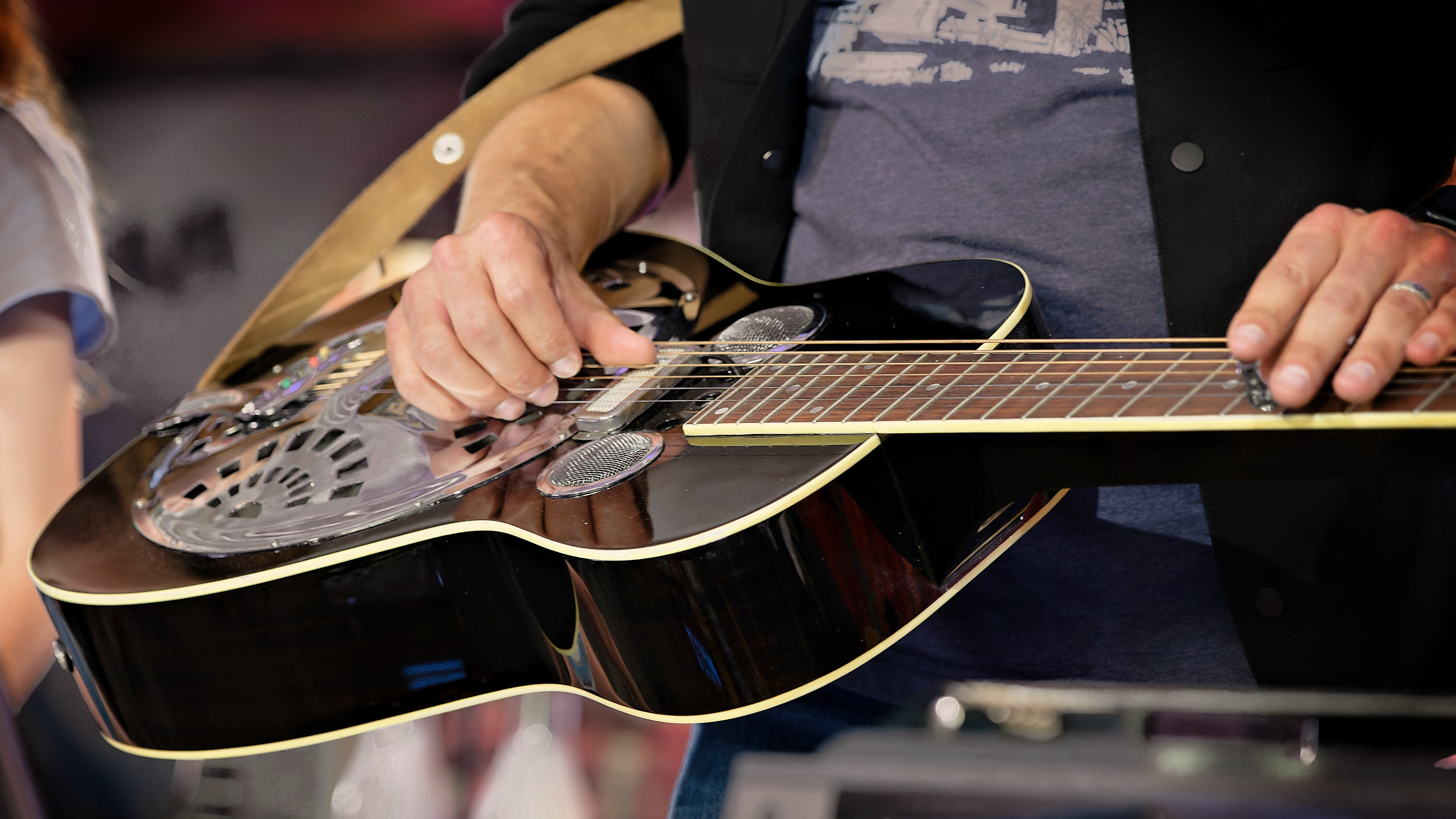
André Lavergne du groupe Dans l'Shed, à la guitare slide